# اویتروده آم هارتس
شهر اویتروده آم هارتس (به آلمانی: Osterode am Harz) در ایالت نیدرزاکسن در کشور آلمان واقع شده‌است.